# ティモシー・サッチャー
ティモシー・サッチャー （Timothy Thatcher、1983年3月17日 - ）は、アメリカ合衆国の男性プロレスラー。カリフォルニア州サクラメント出身。

## 経歴
Supreme Pro Wrestlingが経営する『SPW Training Academy』でトレーニングを積み、2006年プロレスデビュー。All Pro Wrestlingのレスリング・スクール『APW BOOT CAMP』でも修行を積んだ。
2007年にイギリス遠征し、英国流のテクニックとUWFスタイルをミックスさせた独自のスタイルを確立。またキャッチ・アズ・キャッチ・キャンのトレーニングも積み、アメリカ国内で活躍。
2013年よりドイツWXWに参戦。
2018年にはイギリスで新日本プロレスとRPWが合同開催した『Global Wars 2018』で、EVIL、SANADA組とも対戦。
2020年2月、WWEと契約。
4月、新型コロナウイルスの影響でアメリカに遠征することのできないピート・ダンの代理となり、マット・リドルのパートナーとしてNXTタッグ王座の暫定王者としてNXTに出場。その後、NXT王座への挑戦や、トマソ・チャンパとのタッグで暫定であるもののNXTタッグ王座を獲得するなど活躍。
2022年1月にWWEを離れる。
2022年6月7日のプロレスリング・ノア後楽園ホール大会に杉浦軍の新メンバーとして登場し、稲村愛輝にフジワラ・アームバーで勝利する。
7月16日のノア日本武道館大会で行われたGHCタッグ王座決定戦にて、鈴木秀樹とパートナーを組み、マサ北宮＆稲村愛輝組を倒し、見事に第61代王者組となった。

## 得意技
- フジワラ・アームバー
- ベリー・トゥー・ベリー
- コブラツイスト
- ボー・アンド・アロー
- エルボー・スマッシュ

## 入場曲
- アントニン・ドヴォルザーク：交響曲第9番『新世界より』第4楽章

## タイトル歴
プロレスリング・ノア
- 第61代、第65代GHCタッグ王座（パートナーは鈴木秀樹→サクソン・ハックスリー（英語版））

DDTプロレスリング
- アイアンマンヘビーメタル級王座

DRAGON GATE USA
- オープン・ザ・フリーダムゲート王座 （第7代）

WXW
- WXW統一世界レスリング王座
- WXW世界タッグ王座
- Ambition 9 優勝（2018年）

EVOLVE
- EVOLVE王座（第4代）

その他
- APWユニーヴァサル・ヘビー級王座
- APWワールドワイド・インターネット王座
- CWFHヘリテイジ・タッグ王座
- God Of Sun王座
- SPWエクストリーム級王座
- SPWヘビー級王座
- SPWタッグ王座
- UWNタッグ王座
- WCAゴールデン・ステーツ タッグ王座